# Dorette (Dore-l'Église)
Pour les articles homonymes, voir Dorette.
 (juin 2014).
La Dorette est une rivière française qui coule dans les départements de la Haute-Loire et du  Puy-de-Dôme. Elle prend sa source dans les monts du Livradois et se jette dans la Dore près de Dore-l'Église. C'est donc un sous-affluent de la Loire par la Dore, puis par l'Allier. La totalité de son bassin versant fait partie du parc naturel régional Livradois-Forez.

## Géographie
La Dorette naît dans les monts du Livradois à 1085 mètres d’altitude. Sa source se trouve dans les Bois Noirs près de  Félines. Tout le long de son parcours elle suit la direction Sud-Nord. La totalité de son parcours se trouve dans des gorges boisées. Elle conflue sur la commune de Dore-l'Église, après la traversée du bourg, à l'altitude 595 mètres, entre le gué et le lieu-dit le Moulin de la Chaux.

## Communes et cantons traversés
Dans les deux départements de la Haute-Loire et du Puy-de-Dôme, la Dorette traverse six communes et trois cantons :  
- D'amont en aval : Félines (source), Bonneval, Jullianges, Malvières, Saint-Victor-sur-Arlanc, Dore-l'Église (confluence).

Soit en termes de cantons, la Dorette prend source dans le canton de La Chaise-Dieu, traverse le canton de Craponne-sur-Arzon, et conflue dans le canton d'Arlanc.

## Affluents
La Dorette a six affluents référencés dont :
- le ruisseau le Groumesonne (rg) 3 km sur les deux communes de Bonneval et Malvières ;
- le ruisseau la Gérolle (rg) 3 km sur la seule commune de Malvières ;
- le ruisseau du Chambon (rd) 3,3 km sur la seule commune de Saint-Victor-sur-Arlanc ;
- le ruisseau des Fouants (rd) 2,2 km sur les deux communes de Dore-l'Église et Saint-Victor-sur-Arlanc avec un affluent :
- (rd) 2,1 km sur les deux mêmes communes,
- le ruisseau du Charial (rd) 3,9 km sur les deux communes de Dore-l'Église et Saint-Jean-d'Aubrigoux.